# 廣井脩
廣井 脩（ひろい おさむ、1946年〈昭和21年〉9月7日 - 2006年〈平成18年〉4月15日）は、日本の社会学者。日本災害情報学会初代会長。従四位瑞宝中綬章。

## 人物
現在の群馬県沼田市西原新町に生まれる。群馬県立沼田高等学校を経て東京大学を卒業。1996年（平成8年）静岡県立大学防災総合講座の開設メンバー。講師として防災指導者の育成に取り組み、5年間に250名の静岡県防災士を輩出する。この実績から2001年（平成13年）防災士制度検討委員会の委員長に就任。2002年（平成14年）日本防災士機構の設立と、2003年（平成15年）防災士制度の発足に貢献し、防災功労者賞を受賞している。
日本災害情報学会は、初代会長であった廣井を記念する事業として「廣井賞」を設け、2007年から災害情報分野で功績があった個人や団体を顕彰している。
都市工学者で東京大学大学院工学系研究科教授の廣井悠は長男。

## 来歴
- 1946年（昭和21年）9月7日 - 群馬県沼田市に生まれる。
- 1965年（昭和40年）3月31日 - 群馬県立沼田高等学校卒業
- 1969年（昭和44年）3月31日 - 東京大学文学部心理学科卒業
- 1975年（昭和50年）3月31日 - 東京大学大学院社会学研究科社会学専門課程博士課程修了
- 1975年（昭和50年）4月1日 - 東京大学新聞研究所助手
- 1980年（昭和55年）4月1日 - 東京大学新聞研究所助教授
- 1992年（平成4年）4月1日 - 東京大学社会情報研究所教授
- 1999年（平成11年）4月1日 - 東京大学社会情報研究所長
- 2004年（平成16年）4月1日 - 東京大学大学院情報学環教授

## 受賞歴
- 2002年（平成14年）5月3日 - 兵庫県防災功労者賞
- 2004年（平成16年）9月10日 - 内閣府防災功労者賞
- 2005年（平成17年）3月10日 - 全国治水砂防協会赤木賞
- 2006年（平成18年）4月15日 - 従四位瑞宝中綬章

## 経歴
- 1997年（平成9年） - 東京工業大学情報理工学研究科併任教授
- 1999年（平成11年） - 日本災害情報学会会長
- 2000年（平成12年） - 防災情報通信システムの高度利用に関する調査研究会（郵政省関東電気通信監理局）委員長
- 2000年（平成12年） - 阪神・淡路大震災関連情報データベース構築検討委員会（総務省消防庁）委員長
- 2000年（平成12年） - 危険が内在する河川の自然性を踏まえた河川利用及び安全確保のあり方に関する研究会（建設省）座長
- 2001年（平成13年） - インターネットを活用した災害情報システム検討委員会（総務省消防庁）委員長
- 2001年（平成13年） - 防災士制度検討委員会（防災情報機構）委員長[3]
- 2003年（平成15年） - 富士山ハザードマップ検討委員会・活用部会（内閣府）座長

## 公職
- 日本社会情報学会理事
- 日本自然災害学会理事
- 地域安全学会理事

## 著書
- 1986年（昭和61年） - 「災害と日本人―巨大地震の社会心理―」時事通信社、274頁
- 1987年（昭和62年） - 「災害報道と社会心理」中央経済社、250頁
- 1988年（昭和63年） - 「うわさと誤報の社会心理」NHKブックス、220頁
- 1991年（平成3年） - 「災害情報論」恒星社厚生閣、250頁
- 1995年（平成7年） - 「新版 災害と日本人―巨大地震の社会心理―」時事通信社、291頁
- 2000年（平成12年） - 「害－放送・ライフライン・医療の現場から－」放送文化基金、271頁
- 2001年（平成13年） - 「流言とデマの社会学」文春新書、225頁

## 訳書
- 1979年（昭和54年） - 「言語の社会心理学：メッセージの社会的脈絡」E.A.カールスウェル、R.ロメトハイト（編）、池内一、広井脩（訳）、誠信書房、211頁
- 1982年（昭和57年） - 「心理言語学：生成文法の立場から」J.A.フォーダー、T.G.ビーヴァー、M.F.ギャレット（著）、岡部慶三、広井脩、無藤隆（訳）、誠信書房、574頁
- 1982年（昭和57年） - 「大地震：サンフランシスコの崩壊」ゴードン・トーマス、マックス・モーガン‐ウィッツ（著）、広井脩（監訳）、時事通信社、263頁
- 1985年（昭和60年） - 「流言と社会」タモツ・シブタニ（著）、広井脩、橋本良明、後藤将之（訳）、東京創元社、352頁